# 11. julij
11. julij je 192. dan leta (193. v prestopnih letih) v gregorijanskem koledarju. Ostaja še 173 dni.

## Dogodki
- 1302 – Flamci pri Kortrijku premagajo Francoze
- 1346 – Karel IV. Luksemburški postane sveto rimski cesar
- 1533 – Henrik VIII. Angleški izobčen
- 1576 – Martin Frobisher pripluje do Grenlandije
- 1616 – Samuel de Champlain se vrne v Quebec
- 1656 – prvi kvekerji prispejo v Severno Ameriko
- 1740 – Judje izgnani iz Male Rusije (Ukrajina)
- 1750 – požar uniči kanadsko mesto Halifax
- 1776 – James Cook odrine na tretjo pot
- 1798 – ustanovljena mornarica ZDA
- 1807 – v New Yorku splovljen prvi Fultonov parnik Clermont
- 1810 – ustanovljen botanični vrt Univerze v Ljubljani
- 1893 – Kokiči Mikimoto pridela prvi biser
- 1897 – Salomon Andrée se odpravi na neuspešen poskus poleta z balonom na Severni tečaj
- 1906 – francosko vrhovno sodišče rehabilitira Alfreda Dreyfusa
- 1919 – na Nizozemskem izglasovan 8-urni delovnik in proste nedelje
- 1921:
  - Mongolija postane neodvisna država
  - premirje v irski vojni za neodvisnost
- 1940 – formalno ustanovljen vichyjski režim v Franciji
- 1943 – nemški protinapad na Siciliji
- 1952 – v Poletovih podobah in povestih začno izhajati Mustrove Zvitorepčeve prigode
- 1955 na ameriških dolarjih se pojavi napis In God we trust
- 1960 – Dahomej (danes Benin), Gornja Volta (danes Burkina Faso) in Niger postanejo neodvisne države
- 1962 – prvi televizijski prenos čez Atlantik
- 1971 – Čile nacionalizira rudnike bakra
- 1973 – 122 ljudi izgubi življenje ob strmoglavljenju brazilskega Boeinga 707 pri pristajanju na pariškem letališču
- 1975 – kitajski arheologi odkrijejo grobnico s 6.000 glinenimi kipi bojevnikov iz leta 221 pr. n. št.
- 1977 – Martin Luther King mlajši posmrtno prejme medaljo svobode
- 1978 – ob eksploziji plina v španski Tarragoni umre 200 ljudi
- 1979 – Skylab se vrne na Zemljo
- 1987 – po ocenah OZN število prebivalcev Zemlje preseže 5 milijard
- 1991:
  - 261 ljudi izgubi življenje ob strmoglavljenju nigerijskega DC-8 pri letališču v Džedi (Saudova Arabija)
  - na Havajih opazujejo popolni Sončev mrk
- 1995:
  - ZDA in Vietnam vzpostavita polne diplomatske odnose
  - srbske enote zasedejo Srebrenico in pobijejo večino prebivalcev
  - ob strmoglavljenju kubanskega AN-24 jugovzhodno od Kube umre 44 ljudi

## Rojstva
- 154 – Bardesanes, sirski gnostik († okoli 222)
- 1274 – Robert Bruce, škotski kralj († 1329)
- 1561 – Luis de Góngora y Argote, španski pesnik († 1627)
- 1628 – Micukuni Tokugava, japonski fevdalec, zgodovinar († 1701)
- 1657 – Friderik I., pruski kralj († 1713)
- 1697 – Jean-Baptiste Bourguignon d'Anville, francoski geograf, kartograf († 1782)
- 1754 – Thomas Bowdler, angleški zdravnik, književni cenzor († 1825)
- 1767 – John Quincy Adams, ameriški predsednik († 1848)
- 1857 – sir Joseph Larmor, irski fizik († 1942)
- 1857 – sir Četur Sankaran Nair, indijski pravnik, državnik († 1934)
- 1859 – Risto Savin, slovenski skladatelj, častnik († 1948)
- 1913 – Paul Myron Anthony Linebarger - Cordwainer Smith, ameriški pisatelj († 1966)
- 1916 – Edward Gough Whitlam, avstralski predsednik vlade († 2014)
- 1926 – Frederick Buechner, ameriški pisatelj
- 1930 – Harold Bloom, ameriški književni kritik († 2019)
- 1930 – Mojmir Sepe, slovenski skladatelj zabavne glasbe in dirigent († 2020)
- 1931 – Tullio Regge, italijanski fizik († 2014)
- 1934 – Giorgio Armani, italijanski modni oblikovalec
- 1959 – Richard Stephen Sambora, ameriški rock kitarist

## Smrti
- 472 – Antemij, zahodnorimski cesar
- 1174 – Amalrik I., jeruzalemski kralj (* 1136)
- 1183 – Oton I. Wittelsbaški, bavarski vojvoda (* 1117)
- 1302:
  - Pierre Flotte, francoski kancler in pravnik
  - Robert II., grof Artoisa (* 1250)
- 1344 – Ulrik III., württemberški grof (* 1286)
- 1362 – Anna Świdnicka, poljska princesa, češka in nemška kraljica, rimsko-nemška cesarica (* 1339)
- 1382 – Nicole Oresme, francoski škof, matematik, astronom, filozof (* 1323)
- 1451 – Barbara Celjska, slovenska plemkinja (* med 1390 in 1395)
- 1871 – Germain Sommeiller, francoski gradbenik (* 1815)
- 1881 – Karl Rudolph Powalky, nemški astronom (* 1817)
- 1896 – Ernst Curtius, nemški arheolog, zgodovinar (* 1814)
- 1905 – Muhammad Abduh, egipčanski islamski modernist (* 1849)
- 1909 – Simon Newcomb, kanadsko ameriški astronom, ekonomist (* 1835)
- 1926 – Fran Detela, slovenski pisatelj (* 1850)
- 1937 – George Gershwin, ameriški skladatelj judovskega rodu (* 1898)
- 1941 – sir Arthur Evans, valižanski arheolog (* 1851)
- 1971 – John Wood Campbell mlajši, ameriški pisatelj (* 1910)
- 1974 – Pär Lagerkvist, švedski pisatelj, pesnik, dramatik, nobelovec 1951 (* 1891)
- 1989 – sir Laurence Olivier, angleški gledališki igralec, gledališki režiser (* 1907)
- 1994 – Gary Kildall, ameriški računalnikar (* 1942)
- 2001 – Herman Brood, nizozemski glasbenik (* 1946)

## Prazniki in obredi
- Belgija – flamski dan
- Benin – dan neodvisnosti
- Burkina Faso – dan neodvisnosti
- Niger – dan neodvisnosti
- Irska – spominski dan, praznuje se najbližjo nedeljo temu datumu
- Mongolija – nadam
- svetovni dan prebivalstva